# Chemisch symbool

Elementsymbolen van de alchemisten:
1 = tin, 2 = lood, 3 = Goud, 4 = zwavel, 5 = kwik, 6 = zilver, 7 = ijzer.

Elementsymbolen van de oudfilosofen
1 = vuur, 2 = aarde, 3 = water, 4 = lucht.

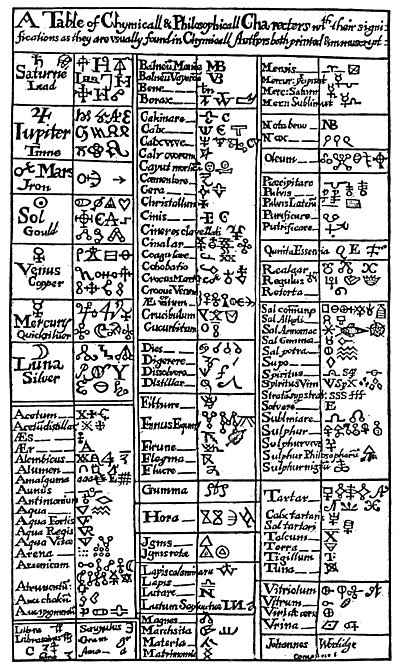
Tabel van de alchemistische symbolen (The last Will and Testament van Basil Valentine, 1670)

Notatie van de elementen naar Dalton:
1 = waterstof, 2 = magnesium, 3 = zuurstof, 4 = zwavel, 5 = ammoniak, 6 = koolstofdioxide.

Een chemisch symbool is een afkorting of korte representatie van de naam van een chemisch element. Alle natuurlijke elementen hebben een symbool van een of twee letters. Kunstmatige elementen die nog geen officiële IUPAC-naam hebben, hebben een tijdelijk symbool van drie letters. De overige kunstmatige elementen hebben een symbool van twee letters. Conventioneel wordt - indien het symbool uit twee letters bestaat - de eerste letter in hoofdletter geschreven en de tweede letter als kleine letter.
Chemische symbolen staan in het periodiek systeem en worden als kortschrift gebruikt in reactievergelijkingen, zoals de reactie tussen waterstofgas en zuurstofgas tot water:
{\displaystyle \mathrm {2\ H_{2}\ +\ O_{2}\longrightarrow \ 2\ H_{2}O} }
De chemisch symbolen zijn over het algemeen afgeleid uit het Latijnse of het Griekse naam van het element. Hierdoor lijkt de afkorting vaak niet op de Nederlandse naam van het element. Voorbeelden hiervan zijn: Ag voor zilver (Latijn: argentum), Au voor goud (Latijn: aurum) en Hg voor kwik (Latijn: hydrargyrum).
In China heeft ieder element zijn eigen karakter als symbool. De meeste van deze symbolen zijn speciaal voor een element verzonnen.